# Megulung
Megulung is een bestuurslaag in het regentschap Rembang van de provincie Midden-Java, Indonesië. Megulung telt 944 inwoners (volkstelling 2010).